# 美国青年商会
美国青年商会（英語：United States Junior Chamber）是一个美国非政府组织，是国际青年商会的美国分支机构，主要成员为18岁至40岁的青年。

## 历史
1920年1月21日在美国密苏里州圣路易斯成立，它为年轻人提供了通过为他人服务来发展个人和领导技能的机会。
最初只允许男性会员加入，在1976年会员人数达到顶峰，在18岁至36岁之间的男性会员总数达到356,000名。后来修改年龄限制，放宽会员年龄到40岁。1984年后允许女性会员加入。
每年会评选出美国十大杰出青年。